# Syncope tridactyla
Syncope tridactyla és una espècie de granota que viu al Brasil, Colòmbia, Perú i, possiblement també, Equador.
Està amenaçada d'extinció per la pèrdua del seu hàbitat natural.